# Val d'Hérémence
Val d'Hérémence är en dal i Schweiz.   Den ligger i kantonen Valais, i den sydvästra delen av landet, 90 km söder om huvudstaden Bern.
Trakten runt Val d'Hérémence består i huvudsak av gräsmarker. Runt Val d'Hérémence är det glesbefolkat, med 11 invånare per kvadratkilometer.